# Hap Emms-emlékkupa
A Hap Emms-emlékkupa egy trófea, melyet a legjobb kapusnak ítélnek oda a Memorial-kupa során. A díjat Leighton „Hap” Emmsről nevezték el, aki négy csapatot is a kupához segített.

## A díjazottak
| Szezon | Győztes                                                                | Csapat                                                                 | Liga                                                                   |
| ------ | ---------------------------------------------------------------------- | ---------------------------------------------------------------------- | ---------------------------------------------------------------------- |
| 2020   | A bajnokság elmaradt a Covid19-pandémia miatt. A trófeát nem adták át. | A bajnokság elmaradt a Covid19-pandémia miatt. A trófeát nem adták át. | A bajnokság elmaradt a Covid19-pandémia miatt. A trófeát nem adták át. |
| 2019   | Alexis Gravel                                                          | Halifax Mooseheads                                                     | QMJHL                                                                  |
| 2018   | Kaden Fulcher                                                          | Hamilton Bulldogs                                                      | OHL                                                                    |
| 2017   | Michael DiPietro                                                       | Windsor Spitfires                                                      | OHL                                                                    |
| 2016   | Tyler Parsons                                                          | London Knights                                                         | OHL                                                                    |
| 2015   | Ken Appleby                                                            | Oshawa Generals                                                        | OHL                                                                    |
| 2014   | Antoine Bibeau                                                         | Val-d’Or Foreurs                                                       | QMJHL                                                                  |
| 2013   | Andrej Makarov                                                         | Saskatoon Blades                                                       | WHL                                                                    |
| 2012   | Gabriel Girard                                                         | Shawinigan Cataractes                                                  | QMJHL                                                                  |
| 2011   | Jordan Binnington                                                      | Owen Sound Attack                                                      | OHL                                                                    |
| 2010   | Martin Jones                                                           | Calgary Hitmen                                                         | WHL                                                                    |
| 2009   | Marco Cousineau                                                        | Drummondville Voltigeurs                                               | QMJHL                                                                  |
| 2008   | Dustin Tokarski                                                        | Spokane Chiefs                                                         | WHL                                                                    |
| 2007   | Matt Keetley                                                           | Medicine Hat Tigers                                                    | WHL                                                                    |
| 2006   | Cédrick Desjardins                                                     | Québec Remparts                                                        | QMJHL                                                                  |
| 2005   | Adam Dennis                                                            | London Knights                                                         | OHL                                                                    |
| 2004   | Kelly Guard                                                            | Kelowna Rockets                                                        | WHL                                                                    |
| 2003   | Scott Dickie                                                           | Kitchener Rangers                                                      | OHL                                                                    |
| 2002   | T. J. Aceti                                                            | Erie Otters                                                            | OHL                                                                    |
| 2001   | Maxime Daigneault                                                      | Val-d’Or Foreurs                                                       | QMJHL                                                                  |
| 2000   | Sébastien Caron                                                        | Rimouski Océanic                                                       | QMJHL                                                                  |
| 1999   | Cory Campbell                                                          | Belleville Bulls                                                       | OHL                                                                    |
| 1998   | Chris Madden                                                           | Guelph Storm                                                           | OHL                                                                    |
| 1997   | Christian Bronsard                                                     | Hull Olympiques                                                        | QMJHL                                                                  |
| 1996   | Frédéric Deschenes                                                     | Granby Prédateurs                                                      | QMJHL                                                                  |
| 1995   | Jason Saal                                                             | Detroit Junior Red Wings                                               | OHL                                                                    |
| 1994   | Éric Fichaud                                                           | Chicoutimi Saguenéens                                                  | QMJHL                                                                  |
| 1993   | Kevin Hodson                                                           | Sault Ste. Marie Greyhounds                                            | OHL                                                                    |
| 1992   | Corey Hirsch                                                           | Kamloops Blazers                                                       | WHL                                                                    |
| 1991   | Félix Potvin                                                           | Chicoutimi Saguenéens                                                  | QMJHL                                                                  |
| 1990   | Mike Torchia                                                           | Kitchener Rangers                                                      | OHL                                                                    |
| 1989   | Mike Greenlay                                                          | Saskatoon Blades                                                       | WHL                                                                    |
| 1988   | Mark Fitzpatrick                                                       | Medicine Hat Tigers                                                    | WHL                                                                    |
| 1987   | Mark Fitzpatrick                                                       | Medicine Hat Tigers                                                    | WHL                                                                    |
| 1986   | Steve Guenette                                                         | Guelph Platers                                                         | OHL                                                                    |
| 1985   | Ward Komonosky                                                         | Prince Albert Raiders                                                  | WHL                                                                    |
| 1984   | Darren Pang                                                            | Ottawa 67’s                                                            | OHL                                                                    |
| 1983   | Mike Vernon                                                            | Portland Winterhawks                                                   | WHL                                                                    |
| 1982   | Michael Morrissette                                                    | Sherbrooke Castors                                                     | QMJHL                                                                  |
| 1981   | Corrado Micalef                                                        | Cornwall Royals                                                        | QMJHL                                                                  |
| 1980   | Rick LaFerriere                                                        | Peterborough Petes                                                     | OHL                                                                    |
| 1979   | Bart Hunter                                                            | Brandon Wheat Kings                                                    | WHL                                                                    |
| 1978   | Ken Ellacott                                                           | Peterborough Petes                                                     | OHL                                                                    |
| 1977   | Pat Riggin                                                             | Ottawa 67’s                                                            | OHL                                                                    |
| 1976   | Maurice Barrett                                                        | Québec Remparts                                                        | QMJHL                                                                  |
| 1975   | Gary Carr                                                              | Toronto Marlboros                                                      | OHL                                                                    |